# Kościół św. Jana w Mikołowie
Kościół Świętego Jana w Mikołowie – kościół parafii Ewangelicko-Augsburskiej w Mikołowie, wzniesiony w latach 1860–1861 w Mikołowie, wpisany do rejestru zabytków nieruchomych województwa śląskiego.

## Historia
8 października 1854 roku została erygowana w Mikołowie po raz drugi samodzielna parafia ewangelicko-augsburska. W tym dniu po 226 latach ponownie został powołany pierwszy ewangelicki proboszcz, ksiądz August Zernecke pochodzący z Kargowy w Wielkopolsce. 25 maja 1855 roku na wzgórzu, gdzie stała kiedyś świątynia pod wezwaniem św. Mikołaja, zakupiono plac pod budowę nowej świątyni ewangelickiej, plebanii i cmentarza. W 1859 roku Walny Zjazd Śląskiego Stowarzyszenia Gustawa Adolfa w Nysie przydzielił parafii 1000 talarów na wybudowanie nowej świątyni, a książę pszczyński Jan Henryk XI (1855-1907) do swojej osobistej ofiary, czyli materiałów budowlanych za 3000 talarów, dołożył jeszcze sumę 2250 talarów. 21 maja 1860 roku rozpoczęto pierwsze wykopy i prace budowlane. 14 czerwca tego samego roku ks. superintendent (dziekan) Jacob z Gliwic z towarzyszeniem 10 księży, pszczyńskiej pary książęcej oraz miejscowych ewangelików i wiernych parafii rzymskokatolickiej, a także miejscowych Żydów położył i poświęcił kamień węgielny pod nową świątynię ewangelicką w Mikołowie. 29 października 1861 roku ks. generalny superintendent (biskup) dr Hahn z Wrocławia uroczyście poświęcił kościół, nadając mu wezwanie „świętego Jana”.
Wielkim fundatorem parafii był jej były parafianin, profesor August Karol Kiss (urodzony 11 października 1802 w Paprocanach (Tychy) – zmarły 24 marca 1865 w Berlinie), niemiecki odlewnik i rzeźbiarz. Zapewne jego dziełem jest odlew głowy Chrystusa Pana znajdujący się nad głównym wejściem do świątyni w Mikołowie. Budowla powstała w stylu neogotyckim według projektu Friedricha Augusta Stülera. Organy zostały zbudowane przez Carla Volkmanna z Gliwic (posiadają 16 głosów, 2 manuały i pedał), w neogotyckim ołtarzu mieści się obraz Pana Jezusa oparty na cytacie z Ewangelii św. Jana 18,4: „Kogo szukacie?” namalowany przez berlińskiego artystę malarza Radtkego. Obraz ten został ofiarowany przez nieżyjącego już wówczas radcę prawnego Kohlstocka i jego brata kupca Kohlstocka także z Berlina. Także w stylu neogotyckim zostały zbudowane chrzcielnica i ambona. Ambona może być traktowana jako „ekumeniczna”, ponieważ oprócz rzeźb reformatora ks. dr Marcina Lutra i Filipa Melanchtona są również umieszczone postacie: ks. Ulricha Zwingliego, ks. Jana Kalwina oraz bp. Mikołaja Zinzendorfa z Herrnhut. Są to już wyraźne wpływy istniejącej na Górnym Śląsku od 1817 roku unii luteran i kalwinów (dotąd na jego terenie przeważali wyznawcy luteranizmu).